# Aspidostoma giganteum
Aspidostoma giganteum är en mossdjursart som först beskrevs av Busk 1854.  Aspidostoma giganteum ingår i släktet Aspidostoma och familjen Aspidostomatidae. Inga underarter finns listade i Catalogue of Life.